# Sionismo trabalhista

Símbolo do Movimento Jovem Sionista-Socialista (Romênia, 1945)

O sionismo trabalhista ou socialista é a ala de esquerda tradicional da ideologia sionista. Ao contrário da tendência do "sionismo político" fundada por Theodor Herzl e defendida por Chaim Weizmann, o sionismo trabalhista não acreditava que o Estado Judaico seria criado simplesmente pelo apelo à comunidade internacional ou a uma nação poderosa como o Reino Unido, a Alemanha ou o Império Otomano. Em vez disso, os sionistas trabalhistas acreditavam que o Estado Judaico apenas podia ser criado como parte da luta de classes, através dos esforços da classe trabalhadora judaica estabelecendo-se na Palestina e construindo um estado através da criação de kibbutzim no campo e de um proletariado nas cidades.
O sionismo trabalhista cresceu em tamanho e influência e obliterou o "sionismo político" nos anos 1930, tanto em nível internacional quanto dentro do Mandato Britânico da Palestina, onde os sionistas trabalhistas dominaram as instituições do Yixuv, particularmente a federação sindical conhecida como a Histadrut. A Haganá (mais tarde a Palmach) - a maior força paramilitar sionista - era uma instituição sionista trabalhista. Desempenhou um papel de liderança na guerra árabe-israelense de 1948 (a guerra de independência de Israel), e os seus antigos membros dominaram o exército israelense durante décadas após a formação do Estado de Israel em 1948.
Alguns dos ideólogos do movimento do sionismo trabalhista foram por exemplo Moses Hess, Nachman Syrkin, Ber Borochov e Aaron David Gordon; líderes do movimento foram, entre outros, David Ben-Gurion,Golda Meir e Berl Katznelson. O principal veículo do sionismo trabalhista foi o partido Poale Zion que se dividiu em uma facção de esquerda e uma de direita. O partido Poale Zion de esquerda acabou por se coligar com o Hashomer Hatzair para se tornar o partido Mapam (mais tarde Meretz), enquanto o Poale Zion de direita se tornou o partido Mapai (mais tarde o Partido Trabalhista (Israel)). Esses dois partidos foram inicialmente os maiores partidos no Yixuv e na primeira Knesset israelense. O Mapai (Partido Trabalhista), em particular, dominou a política israelita, tanto no período pré-independência da Yixuv como nas primeiras três décadas da existência do Estado de Israel, até que o sionismo revisionista (representado pelo partido Likud) se tornou uma força com crescente influência na política israelita.